# Nucli històric de Vicálvaro
El nucli històric de Vicálvaro és un barri de Madrid integrat en el districte de Vicálvaro. Té una superfície de 3.282,23 hectàrees (el 90% de la superfície del districte) i una població de 49.157 habitants (2009).
Limita al nord amb Ambroz, Rosas (San Blas-Canillejas), Coslada i San Fernando de Henares a l'est amb Rivas-Vaciamadrid, al sud amb Santa Eugenia, nucli històric de Vallecas (Villa de Vallecas) i Palomeras Sureste (Puente de Vallecas) i a l'oest amb Pavones (Moratalaz)
Està delimitat a l'oest per la M-40, al nord per la carretera de Vicálvaro a Coslada i al sud per l'Avinguda del Mediterráneo.